# Instituto Sindical de Trabajo Ambiente y Salud (ISTAS)
El Instituto Sindical de Trabajo, Ambiente y Salud (ISTAS) es una fundación científico técnica creada en 1996 por Comisiones Obreras (CC.OO.). Actualmente dispone de sedes en las ciudades de Valencia, Madrid, Barcelona y Sevilla.
Su actividad tiene como principal objetivo la mejora de las condiciones de trabajo, la protección del medio ambiente y la promoción de la salud de los trabajadores y trabajadoras en el ámbito del estado español. 

## Principios de actuación
Sus principios fundacionales son: 
- servicio a la clase trabajadora
- rigor técnico-científico
- autonomía de funcionamiento y técnica
- incardinación en la estrategia y los objetivos establecidos con CC.OO.

Su naturaleza jurídica es la de fundación laboral autónoma sin ánimo de lucro promovida por CC.OO. y constituida bajo el protectorado del Ministerio de Trabajo.

## Principales actividades
Para cumplir con su objetivo básico de promoción y mejora de las condiciones de trabajo, ISTAS realiza actividades de investigación, asesoramiento, formación.
En el campo de la investigación han desarrollado diferentes instrumentos técnicos de evaluación de condiciones de trabajo, de entre los que destaca la herramienta ISTAS21, un sistema de evaluación del riesgos psicosociales.
Dentro de su faceta divulgativa destacan sus publicaciones 
- Por Experiencia: Revista de divulgación e información dirigida a delegados de prevención.
- Daphnia: Publicación trimestral sobre medioambiente y trabajo.

Igualmente, realiza una labor de formación para delegado de prevención, delegados medioambientales, cuadros sindicales de CC.OO., técnicos de prevención de riesgos laborales.
Uno de los aspectos clave de su labor consiste en el asesoramiento en materia ambiental y de salud laboral a la estructura de CC.OO. sus organismos confederales y las organizaciones sectoriales y territoriales, particularmente a sus equipos técnicos.